# Rudolf Zahradník
Rudolf Zahradník (Bratislava, 20 de octubre de 1928  - 31 de octubre de 2020) fue un químico checo que estudió la relación entre características teóricas y experimentales.

## Biografía
Nació el 20 de octubre de 1928 en Bratislava, Checoslovaquia (actual Eslovaquia). Se graduó de la Instituto Químico-Tecnológico de Praga en 1952 y cuatro años más tarde obtuvo el doctorado en química de la misma universidad. Luego estudió las relaciones entre la estructura y la actividad biológica en el Instituto de Medicina del Trabajo y la teoría de la reactividad química y la espectroscopia molecular en el Instituto de Química Física de la Academia de Ciencias de Checoslovaquia. En 1959, Zahradník se incorporó a la facultad de Ciencias Naturales de la Universidad Carolina y en 1961 se desempeñó como director del Grupo de Química Cuántica Aplicada en el Instituto de Química Física de la Academia de Ciencias de Checoslovaquia. En la década de 1980, enseñó a Angela Merkel mientras ella realizaba una pasantía en Checoslovaquia. Se mantuvieron en contacto e incluso ella lo visitó en su noventa cumpleaños. Entre 1990 y 1993, Zahradník se desempeñó como director del Instituto de Química Física Heyrovsky antes de unirse a la Universidad de Clarkson. De 1993 a 2001 fue presidente de la Academia Checa de Ciencias y en 1994 se convirtió en presidente fundador de la Sociedad Científica de la República Checa.
Recibió el doctorado honoris causa de la Universidad Técnica de Dresde y la Universidad de Friburgo (ambas en 1993), y de la Universidad de Pardubice y la Universidad de Georgetown en 1994 y 1996 respectivamente. También fue honrado con títulos de doctorado honoris causa de las universidades Carolina y Clarkson en 1998. Ha publicado más de 350 artículos y 10 libros especialmente sobre problemas de química cuántica.

## Vida privada
Zahradník fue Boy Scout y recibió la cruz de bronce de Junák (1939-1945).
Falleció el 31 de octubre de 2020 a los noventa y dos años.

## Premios y honores
- Miembro de la Sociedad Científica de la República Checa[6]
- Miembro de la Academia Internacional de Ciencia Molecular Cuántica[4]
- Miembro de la Asociación Mundial de Químicos Orgánicos Teóricos (1982)
- Miembro de la Academy of Quantum Molecular Sciences (1982)
- Medalla del Instituto de Tecnología de Eslovaquia (1989)
- J. Heyrovsky Medalla de oro de la Academia de Ciencias de Checoslovaquia (1990)
- Miembro de la Academia Europea de Artes, Ciencias y Literatura (1992)
- Medalla de oro de la Academia de Ciencias de Eslovaquia (1994)
- Miembro de la Academia Europea de Asuntos Ambientales (1994)
- Miembro correspondiente de la Academia de Ciencias y Artes de Croacia (1994)[7]
- Miembro fundador de la Academia de Ingeniería de la República Checa (1995)
- Medalla de oro de la Universidad Carolina, Praga (1995)
- Medalla Marin Drinov, Academia de Ciencias de Bulgaria (1996)
- Miembro de la Academia Europea de Ciencias y Artes (1997)
- Miembro honorario de la Sociedad Química Suiza (1998)[8]
- Medalla de la Sociedad Espectroscópica JM Marci (1998)
- Miembro electo de la Academia Europæa (1999)[9]
- Cruz honoraria austriaca de ciencia y arte de primera clase (1999)
- Medalla Josef Hlávka (2009)[10]